# 西路見町
西路見町（さいろみちょう）は、徳島県阿南市の町名。2014年3月31日現在の人口は507人、世帯数は235世帯。郵便番号は〒774-0009。

## 地理
阿南市の北東部に位置し、北は徳島県道23号富岡港線を挟んで住吉町・出来町・向原町、東は畭町に、南は七見町に、西は領家町に接する。

### 河川
- 桑野川
- 打樋川

### 小字
- 内作り
- 姥
- 江川
- 川
- 五反地
- 重持
- 外畭
- 堤外
- 元村

## 歴史
江戸期から町村制の施行された1889年（明治22年）にかけては那賀郡の村であった。
1889年（明治22年）に同郡富岡村の大字となった。1905年（明治38年）より富岡町の大字となる。1958年（昭和33年）に阿南市が誕生し、現在の町名となる。

## 施設
- ショッピングプラザ アピカ
- 阿南自動車学校 （旧 富岡自動車学校）
- 八坂神社

## 交通

### 道路
国道
- 国道55号（阿南道路）

都道府県道
- 徳島県道23号富岡港線
- 徳島県道285号戎山中林富岡港線

### 路線バス
徳島バス
- 富岡東
- アピカ西